# Tom à la ferme
Pour les articles homonymes, voir Tom à la ferme (pièce de théâtre).
Pour plus de détails, voir Fiche technique et Distribution.
Tom à la ferme est un film franco-canadien coécrit et réalisé par Xavier Dolan, sorti en 2013.
Il s'agit de l'adaptation de la pièce de théâtre éponyme de Michel Marc Bouchard. Sous un titre faussement enfantin, le film raconte le séjour de Tom, un citadin originaire de Montréal, dans la campagne québécoise pour l'enterrement de son petit ami. Il y rencontre sa mère, qui ignore l'orientation sexuelle de son fils défunt, et son frère, un redneck viril et violent qui insiste pour que Tom cache leur relation à sa mère éplorée.
C'est le quatrième film de Xavier Dolan, 24 ans au moment de sa sortie. Présenté en sélection officielle au Festival de Venise en 2013, Tom à la ferme y remporte le prix FIPRESCI ; il est aussi présenté en séance spéciale aux festivals de Toronto et de Thessalonique. Le film est nommé dans huit catégories aux prix Écrans canadiens 2014, dont celle du meilleur film.

## Synopsis
Tom, fraîchement débarqué de Montréal, se rend aux funérailles de son petit ami, Guillaume, mort dans un accident de la route. Dans une ferme de la campagne québécoise, il rencontre la mère de son amant, Agathe, une femme marquée par les morts récentes de son mari, puis de son fils. Elle est persuadée que Tom n'est qu'un ami de son fils et est désespérée de ne pas voir apparaître Sarah, la petite amie que Guillaume s'était inventée.
Mais Tom fait aussi la connaissance de Francis, le frère du défunt, qui est, lui, très au fait de la nature de leur relation. Francis est un fermier viril, violent et homophobe – caricature du redneck québécois – qui prend rapidement l'ascendant sur Tom, et, à force de menaces physiques et psychologiques, l'entraîne dans son mensonge pour le bien de sa mère et l'honneur de sa famille.
Le film aborde le deuil avorté d'un jeune homme emprisonné dans une relation sadomasochiste ambiguë,,,,, où Tom devient étrangement fasciné par ce que lui fait subir Francis, dans une forme dérivée du syndrome de Stockholm,,,.

## Fiche technique
- Titre : Tom à la ferme
- Titre international : Tom at the Farm
- Réalisateur : Xavier Dolan

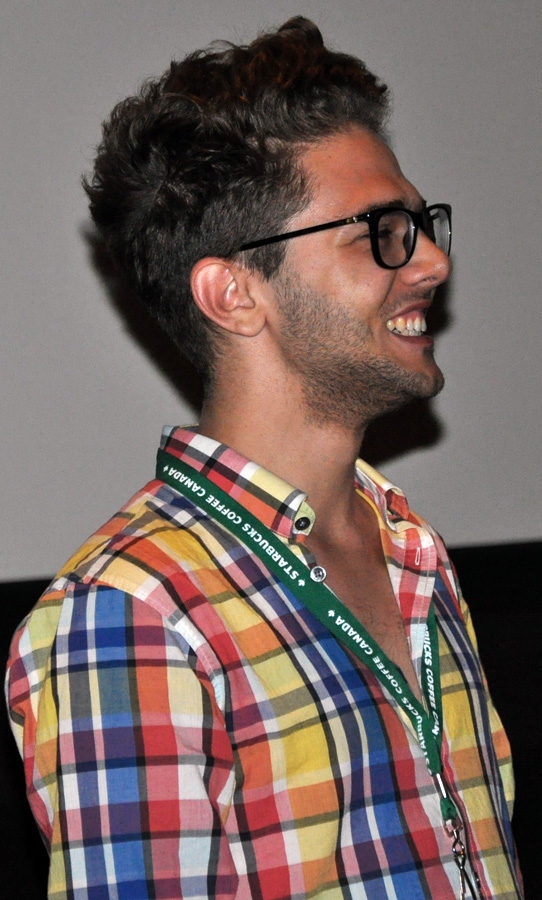
Xavier Dolan en 2009.

- Scénario : Michel Marc Bouchard et Xavier Dolan, d'après la pièce Tom à la ferme de Michel Marc Bouchard
- Photographie : André Turpin
- Montage : Xavier Dolan
- Décors : Colombe Raby et Pascale Deschênes
- Son : Sylvain Brassard et Olivier Goinard
- Musique : Gabriel Yared
- Production : Xavier Dolan, Charles Gillibert, Nathanaël Karmitz, Nancy Grant, Lyse Lafontaine, Carole Mondello
- Société de production : Sons of Manual, MK2 Productions
- Pays :  Canada et  France
- Langue : français
- Genre : drame et thriller
- Durée : 102 minutes
- Dates de sortie :
  -  Italie : 2 septembre 2013 (Mostra de Venise) ; 6 juillet 2016 (sortie nationale)
  -  Canada : 28 mars 2014
  -  France : 16 avril 2014

## Distribution
- Xavier Dolan : Tom
- Pierre-Yves Cardinal : Francis, le frère de Guillaume
- Lise Roy : Agathe, la mère de Guillaume
- Evelyne Brochu : Sarah
- Manuel Tadros : le barman
- Jacques Lavallée : le prêtre
- Anne Caron : le docteur
- Olivier Morin : Paul
- Mathieu Roy : homme au magasin
- Johanne Léveillé : employée à la station-service
- Caleb Landry Jones : Guillaume (non crédité)
- Mélodie Simard : petite fille (non créditée)

## Production
Après avoir terminé son film de 2012, Laurence Anyways, Xavier Dolan estime qu'un changement de direction est nécessaire, puisque, d'après lui, ses trois films précédents abordent le thème de l'amour impossible. Cependant, celui-ci traite également d'« une histoire d'amour entre trois individus, même si la manière dont ils la vivent peut paraître étrange ».
Dolan assiste à une représentation de la pièce Tom à la ferme en 2011, et contacte l'auteur Michel Marc Bouchard pour l'adapter sur grand écran. Sur scène, Lise Roy et Evelyne Brochu interprètent déjà les rôles qu'elles endossent dans le film. Dolan dit avoir été fasciné par la violence et la brutalité de la pièce et sent que ces sentiments pourraient être encore plus explorés au cinéma,. « Je me suis imaginé en blond, ton sur ton avec le blé ou le maïs. Un citadin aussi blond que le paysan de l’histoire serait brun. C’est un film [...] sur le gouffre entre l’homme de la ville et l’homme des champs… » explique Dolan,. Il dément cependant qu'il s'agit d'un film sur l'homosexualité : « dans aucun de mes films, l’homosexualité n’est un thème. Il représente un fait ». Le réalisateur ajoute qu'« au grand dam des deux personnages, il n'est surtout pas question d'homosexualité entre eux. Ce sont deux animaux blessés qui s'apprivoisent et le film montre la manière dont ce rat des villes et ce rat des champs, deux étrangers en deuil, trouvent des façons, aussi violentes soient-elles, de colmater leurs brèches communes ». Dolan et Bouchard, également scénariste du film, décident de supprimer certains éléments de la pièce, notamment la voix off, mais le réalisateur insiste pour intégrer une citation directement tirée de la pièce : « avant d'apprendre à aimer, les homosexuels apprennent à mentir »,.
À l'origine, le film ne devait pas comporter de musique, afin de contribuer au climat de tension. Au cours du montage cependant, Xavier Dolan revient sur ce choix initial et propose à Gabriel Yared (oscarisé pour Le Patient anglais en 1997) de composer une bande son. Sa composition fait sur le réalisateur l'effet d'une « bombe emmenant tout sur son passage - doutes, lassitude, débris - et rase à blanc. » Dolan confesse que la mise en musique du film lui a permis d'aimer Tom à la ferme pour la première fois et de croire à nouveau en son long métrage. Il qualifie la musique de Yared comme « interprétation lyrique et assumée du genre romantico-panique tantôt hitchcockienne, tantôt mahlerienne,. » La bande originale est aussi comparée à l’œuvre de Bernard Herrmann,,.

## Accueil

### Box office
Au 5 mai 2014, le film a fait 26 678 entrées (156 577 $CAD) au Québec et 118 651 entrées en France.

### Accueil critique
Tom à la ferme est bien accueilli par la critique. Il obtient un score de 82 % de critiques positives sur l’agrégateur de critiques Rotten Tomatoes, avec une moyenne de 7,2/10. Metacritic affiche la note de 71 % de critiques positives. Sur Allociné, les critiques presse totalisent un score de 3,5 étoiles sur 5.
Beaucoup de critiques y voient une influence hitchcockienne, par sa maîtrise du suspense, – avec le genre du thriller psychologique – ainsi que pour la scène de poursuite dans le champ de maïs qui fait penser à celle de La Mort aux trousses avec Cary Grant,, ou encore pour le rôle de la mère,. « Transferts d’identités, mensonges et illusions, Tom à la ferme récite parfaitement ses gammes hitchcockiennes (un peu de Psychose, beaucoup de Vertigo) mais il le fait à la manière Dolan, c’est-à-dire selon une logique de sampling iconoclaste et perpétuellement inventif. » Dolan dément cependant toute référence cinématographique,. D'un point de vue purement technique, les critiques ont noté les décors minimalistes, ainsi que la modification des formats d'image selon l'état de suspense de l'intrigue (du 1.85 au 2.35),,, justifié par Dolan (également monteur du film) par le fait qu'« on est dans une scène oppressante, comprimons le format du film ». Les quatre comédiens principaux, Dolan, Cardinal, Roy et Brochu, sont également remarqués,,.
Sous un titre délibérément trompeur, Tom à la ferme est qualifié de « film le plus maîtrisé de Dolan,,,,,, ». Cependant, il est aussi critiqué pour le narcissisme du réalisateur, qui semble prendre un grand plaisir à se filmer en plans rapprochés,,,. Dolan a répondu sur Twitter au Hollywood Reporter qui a publié cette critique par « You can kiss my narcissistic ass. » D'autres regrettent aussi les revirements « peu crédibles » du dernier tiers du film,,.

## Distinctions

### Récompenses
- Mostra de Venise 2013 : Prix FIPRESCI (sélection officielle)[26]
- Festival 2 Valenciennes 2014 :
  - Prix d'interprétation masculine pour Xavier Dolan et Pierre-Yves Cardinal
  - Prix de la critique
- Vancouver Film Critics Circle Awards 2014 : meilleure actrice dans un second rôle dans un film canadien pour Lise Roy

### Nominations et sélections
- AFI Fest 2013
- Festival international du film de Brisbane 2013
- Festival international du film de Busan 2013
- Festival du film de Londres 2013
- Festival du nouveau cinéma de Montréal 2013
- Festival International du Film de Reykjavík 2013
- Festival international du film de São Paulo 2013
- Festival international du film de Stockholm 2013
- Festival du film Nuits noires de Tallinn 2013
- Festival international du film de Toronto 2013 : sélection « Special Presentations[41] »
- Festival international du film de Thessalonique 2013[42]
- Festival international du film de Vancouver 2013
- Prix Jutra 2013 : film s'étant le plus illustré hors Québec

- Festival international du film de Copenhague 2014
- Festival international du film de Hong Kong 2014
- Festival international du film de RiverRun 2014
- Festival international du film de Vilnius 2014
- Prix Écrans canadiens 2014[43] :
  - Meilleur film
  - Meilleur réalisateur pour Xavier Dolan
  - Meilleur acteur dans un second rôle pour Pierre-Yves Cardinal
  - Meilleure actrice dans un second rôle pour Evelyne Brochu
  - Meilleur scénario adapté pour Xavier Dolan et Michel Marc Bouchard
  - Meilleure bande originale pour Gabriel Yared
  - Meilleur mixage de son pour François Grenon, Olivier Goinard, Sevan Koryan et Sylvain Brassard
  - Meilleur montage de son pour Guy Francoeur, Isabelle Favreau et Sylvain Brassard